# Santa Faç
|  | Per a altres significats, vegeu «Santa Faç (desambiguació)». |

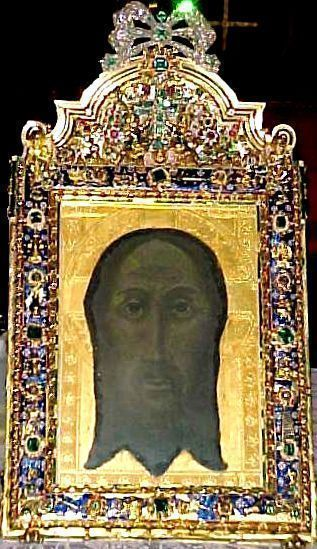
Santo Rostro de la Catedral de Jaén.

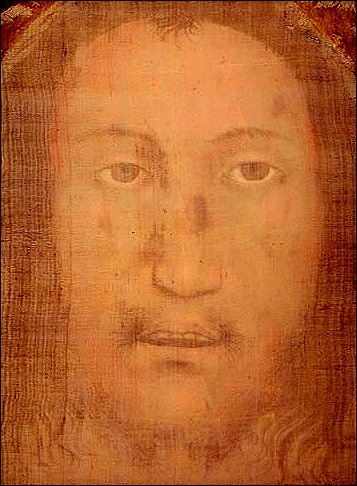
Sant Rostre de Manoppello.

La Santa Faç o el Sant Rostre, en italià Volto Santo, és una relíquia cristiana que, segons diverses tradicions piadoses, s'identifica amb el drap o llençol amb què la Verònica eixugà la suor de Crist i romangué estampat amb la seva imatge. És una de les relíquies més famoses del cristianisme, descrita per primera vegada el 1137. La seva multiplicitat s'ha interpretat com la conseqüència que el drap amb el qual Verònica netejà el rostre de Crist en la Via Dolorosa cap al Gòlgota estava doblegat diverses vegades, i cada un va conservar una impressió miraculosa del que seria una Vera icona ('veritable imatge').

## Episodi de la Verònica
Segons la tradició catòlica, durant la Passió de Crist, en el Viacrucis, una dona es va llevar el seu vel per eixugar-hi la cara del Messies. La imatge de la cara de Jesucrist va restar impresa en el mocador de lli, i miraculosament es va conservar al llarg dels segles, convertint-se en un objecte de culte.
La dona més tard seria anomenada Verònica, l'etimologia mitificada de la qual es fa derivar de la combinació entre el llatí verum ('veritable') i el grec eikôn (εἰκών 'icona, imatge'): 'la veritable imatge'. Malgrat tot, en realitat procedeix del grec Βερενίκη (Berenice), forma dialectal macedònia de Φερενίκη (Ferenice) 'portadora de la victòria'.
Aquest episodi, malgrat representar una de les estacions del Viacrucis, no es troba als Evangelis canònics. La cita més antiga d'aquest episodi data del segle ii, en l'Evangeli apòcrif de Nicodem.
En la Via Dolorosa de Jerusalem hi ha una capella coneguda com a Capella de la Santa Faç, a la qual es considera tradicionalment el lloc on es van produir els fets.

## Història del llenç
Segons una tradició que ja existia al segle viii, Verònica va viatjar a Roma a presentar el drap a l'emperador romà Tiberi, atès que el vel posseïa propietats miraculoses, com llevar la set, guarir la ceguesa o, fins i tot, ressuscitar morts. Existeix el convenciment que aquest llenç es trobava en l'antiga basílica de Sant Pere durant el papat de Joan VII (705-708), perquè durant el seu pontificat es va consagrar una capella denominada de Sancta Maria in Veronica. No obstant això, els mosaics dels quals es té notícia d'aquesta capella no es refereixen a la història de la Verònica. A més, els escriptors contemporanis no fan referència a la Verònica durant aquest període. És més segura la referència al llenç romà el 1011, quan s'adona de l'existència d'un escrivà identificat com a conservador del drap.
Altres proves de l'existència del drap daten de 1199, quan dos pelegrins anomenats Gerald de Barri i Gervasi de Tilbury van fer-ne referència en dues ocasions diferents de visites a Roma. Poc després, en 1207, el drap va adquirir notorietat quan es va portar en processó pública per part del Papa Innocenci III, qui va concedir indulgències a qui resés davant el drap. Aquesta processó, entre la Basílica de Sant Pere i l'Hospital de l'Esperit Sant, va esdevenir una celebració anual. Per una d'aquestes ocasions, la de l'any 1300, el Papa Bonifaci VIII va rebre la inspiració de proclamar el primer Jubileu. Durant aquest any jubilar, el drap es va exposar públicament, i es convertí en una de les Mirabilia Urbis ('meravelles de la ciutat') per als pelegrins que visitessin Roma. Durant els dos segles següents el llenç va ser venerat com una de les relíquies cristianes més importants.
Hi ha autors que consideren que durant el saqueig de Roma de 1527 el vel va ser destruït: Messer Unbano va escriure a la Duquessa d'Urbino que el llenç va ser robat i va passar per les tavernes de Roma. No obstant això, altres autors atesten la seva presència continuada al Vaticà i un testimoni del saqueig assegura que el llenç no va ser trobat pels assaltants.
Molts artistes de l'època van fer reproduccions de llenç, la qual cosa suggeria la seva supervivència, i en 1616 Pau V va prohibir fer més reproduccions tret que s'adiguessin al cànon de l'existent en la Basílica de Sant Pere. En 1629 el Papa Urbà VIII no sols va prohibir fer noves reproduccions, sinó que va ordenar la destrucció de les existents. El seu edicte va declarar que qualsevol que tingués accés a una d'aquestes còpies havia de portar-la al Vaticà sota pena d'excomunió.
Després d'això, el llenç va desaparèixer de l'exposició pública i la seva història no queda reflectida. Com que no hi ha evidències concloents que el deixessin la Basílica de Sant Pere, hi ha la possibilitat que hi romangui una part.
Tradicionalment, les relíquies eren trossejades amb la finalitat de poder estendre la seva veneració a llocs diferents de la Cristiandat. No ha d'excloure's, per tant, la possibilitat que les diferents relíquies existents al món siguin parts del drap del qual es té testimoniatge en el jubileu de 1300.

## Exemplars
A la península Ibèrica, un dels exemplars més famosos és la Santa Faç d'Alacant, relíquia conservada en el Monestir de la Santa Faç d'aquesta ciutat d'ençà del segle xv; destaca també l'anomenat Santo Rostro de Jaén, situat a la catedral de Jaén del segle xiv ençà.
A Itàlia, on s'anomena Volto Santo, destaquen el Volto Santo de Lucca, el Volto Santo de Sansepolcro i el Volto Santo de Manoppello. A més de Manoppello, hi ha també temples denominats chiesa del Santo Volto a Roma i a Torí, i un institut religiós denominat Germanes de la Santa Faç.
A més d'aquestes, hi ha diverses esglésies on es conserven relíquies identificades amb el Sant Rostre: la Basílica de Sant Pere de Roma, la Basílica del Sacré Cœur de París; i unes altres on es veneren imatges associades, com l'Ermita del Santo Rostro d'Honrubia (província de Conca, Espanya), alguna de les quals (especialment la del Hofburg de Viena) s'identifica com una de les sis meticuloses còpies realitzades en 1617 per Strozzi, secretari del papa Pau V.

### Altresvera icon
La Santa Faç de Gènova conservada a l'església de Sant Bartomeu dels Armenis és tradicionalment identificada amb la Imatge d'Edessa, és a dir, també una vera icon (en llatí 'imatge vertadera'), però d'origen diferent del drap de la Verònica: es tracta de la imatge d'Edessa o Mandílion, una imatge de Jesús enviada per ell mateix al rei Abgar V d'Edessa. La Santa Faç del Vaticà, trobada a la capella de la comtessa Matilde del Palau Vaticà, prové de la mateixa tradició iconogràfica, com també la Santa Faç del convent de Santa Margalida de Palma, molt venerada el Diumenge del Ram.
Una altra vera icon de Jesús és el Sant sudari de Torí o, alternativament, el Sant Sudari d'Oviedo.